# Койшибаев, Макалим
Макалим Койшибаев (10 мая 1926, ныне Кзылкогинский район Атырауской области Казахстана — 12 декабря 1986, Алма-Ата, Казахская ССР, СССР) — казахский советский композитор, заслуженный деятель искусств Казахской ССР (1971).

## Биография
В 1944—1945 годах работал художественным руководителем Кустанайской областной филармонии, в 1945—1949 годах — художественным руководителем Актюбинской областной филармонии.
В 1959 году окончил факультет композиции по классу В. В. Великанова Алма-Атинской консерватории.
В 1960—1961 годах работал художественным руководителем Казахского государственного гастрольного объединения «Казахконцерт». В 1961—1962 годах — музыкальный редактор Казахской государственной филармонии имени Джамбула. В 1962—1965 годах занимался научной работой в Алма-Атинской консерватории, в 1965—1967 годах работал заведующим учебной частью (профессор — с 1986 года). В 1963 году вступил в КПСС.
В 1968—1975 годах работал директором Алма-Атинского музыкального училища.
Умер и похоронен в Алматы.

## Творчество
Автор поэм для симфонического оркестра и оркестра национальных инструментов «Маншук» (1956), «Советский Казахстан», «Молодёжь» (1958), «Курмангазы» (1959), «Воспоминания» (1964).
Автор многих эстрадных, камерных, инструментальных (для фортепьяно, домбры, кобыза) произведений, песен-романсов, кюев («Молодёжь», «Акку» и «Кызылкум»).
В составе Оркестра казахских народных инструментов был с гастролями в Румынии и Китайской Народной Республике.